# Zlóbino
Zlóbino (en rus: Злобино) és un poble de l'óblast de Vladímir, a Rússia, segons el cens del 2010 tenia 635 habitants. Pertany al districte municipal de Mélenki.